# Iville
Iville ist eine französische Gemeinde mit 420 Einwohnern (Stand: 1. Januar 2022) im Département Eure in der Region Normandie (vor 2016 Haute-Normandie). Die Gemeinde gehört zum Arrondissement Bernay (bis 2017: Arrondissement Évreux) und zum Kanton Le Neubourg. Die Einwohner werden Ivillois genannt.

## Geografie
Iville liegt in Nordfrankreich etwa 27 Kilometer nordwestlich von Évreux. Umgeben wird Iville von den Nachbargemeinden Le Troncq im Norden und Nordwesten, Hectomare im Norden, Crestot im Nordosten, Cesseville im Osten, Marbeuf im Südosten, Crosville-la-Vieille im Süden, Vitot im Südwesten sowie Épégard im Westen.

## Bevölkerungsentwicklung
| Jahr                      | 1793 | 1851 | 1886 | 1921 | 1962 | 1968 | 1975 | 1982 | 1990 | 1999 | 2006 | 2013 |
| Einwohner                 | 577  | 604  | 402  | 286  | 327  | 314  | 335  | 328  | 410  | 401  | 452  | 502  |
| Quelle: Cassini und INSEE |      |      |      |      |      |      |      |      |      |      |      |      |

## Sehenswürdigkeiten
- Kirche Notre-Dame aus dem 12. Jahrhundert, An- und Umbauten aus dem 16./17. Jahrhundert, seit 1954 Monument historique

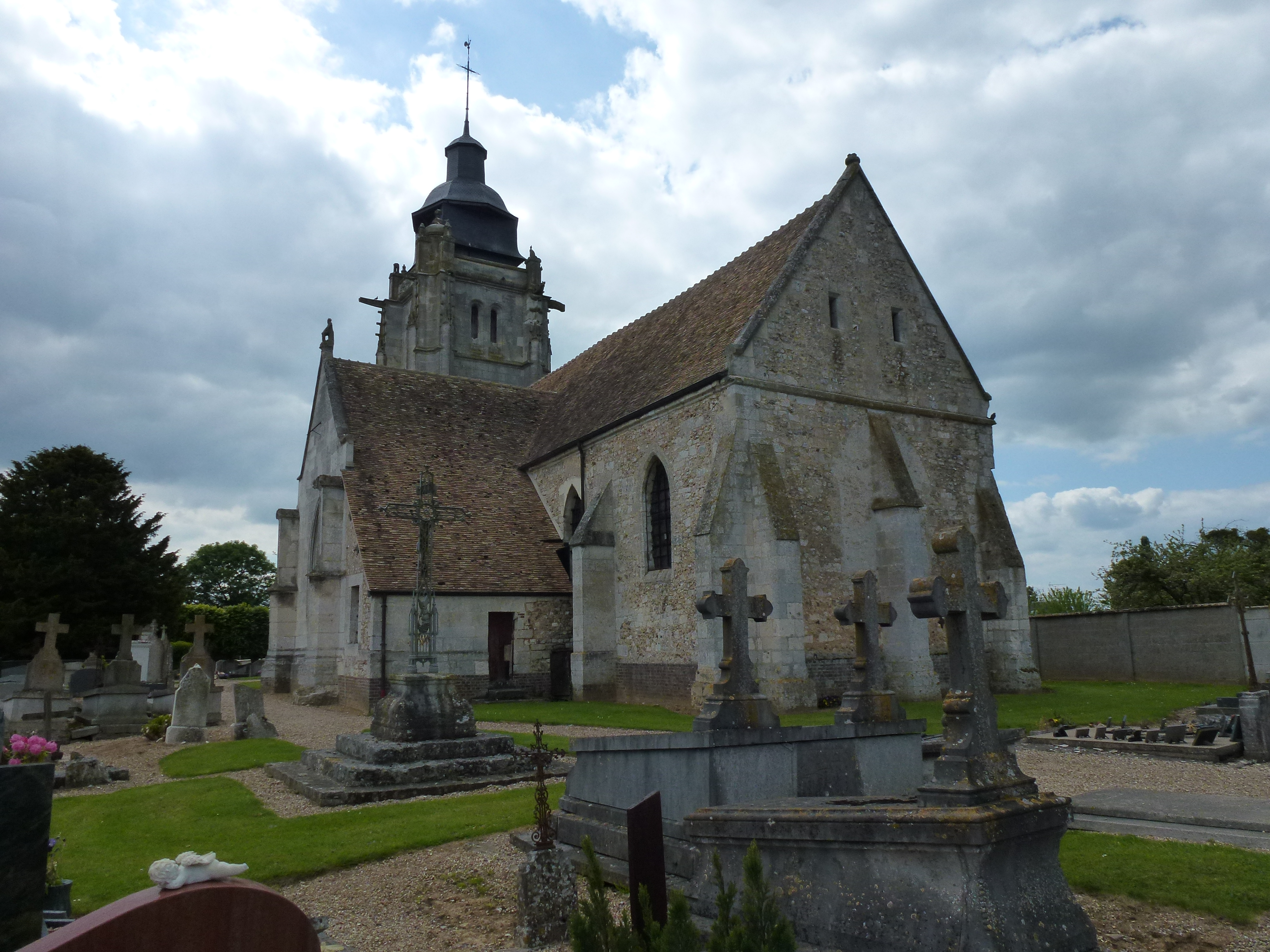
Kirche Notre-Dame

## Persönlichkeiten
- Damien Touzé (* 1996), Radrennfahrer